# Straßenbahn Guben

Netzplan

Die Straßenbahn Guben verband den im Nordwesten der gleichnamigen brandenburgischen Stadt erbauten Bahnhof Guben mit der östlich der Neiße liegenden, heute polnischen, Altstadt durch eine elektrische Straßenbahnlinie.

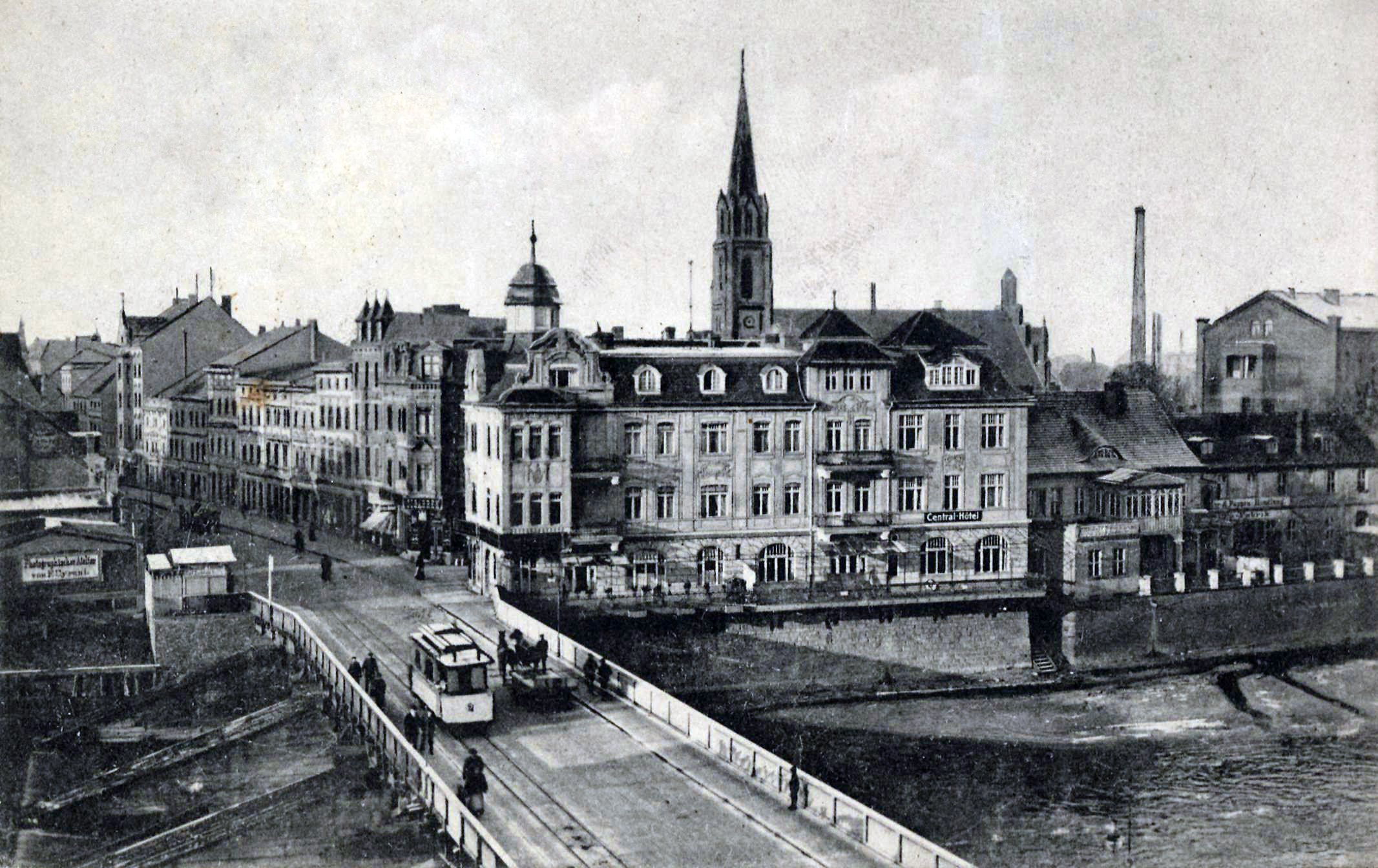
Triebwagen auf der Neißebrücke entlang der Frankfurter Straße (um 1920)

Ihr Bau verzögerte sich bis zum Jahre 1903, obwohl die Stadt bereits 1899 einen entsprechenden Konzessionsvertrag mit der Deutschen Gesellschaft für elektrische Unternehmungen in Frankfurt am Main geschlossen hatte. Erst nach deren Fusion mit der Elektrizitäts-AG vormals W. Lahmeyer & Co. (EAG), nahm diese die Planung wieder auf. Sie begann gleichzeitig mit der Errichtung des Elektrizitätswerks und der Straßenbahn in Guben. Am 20. Dezember 1903 ging das Elektrizitätswerk in Betrieb, am 16. Februar des folgenden Jahres begannen die Probefahrten auf der Straßenbahn. Am 24. Februar 1904 nahm die Straßenbahn ihren regulären Betrieb auf.

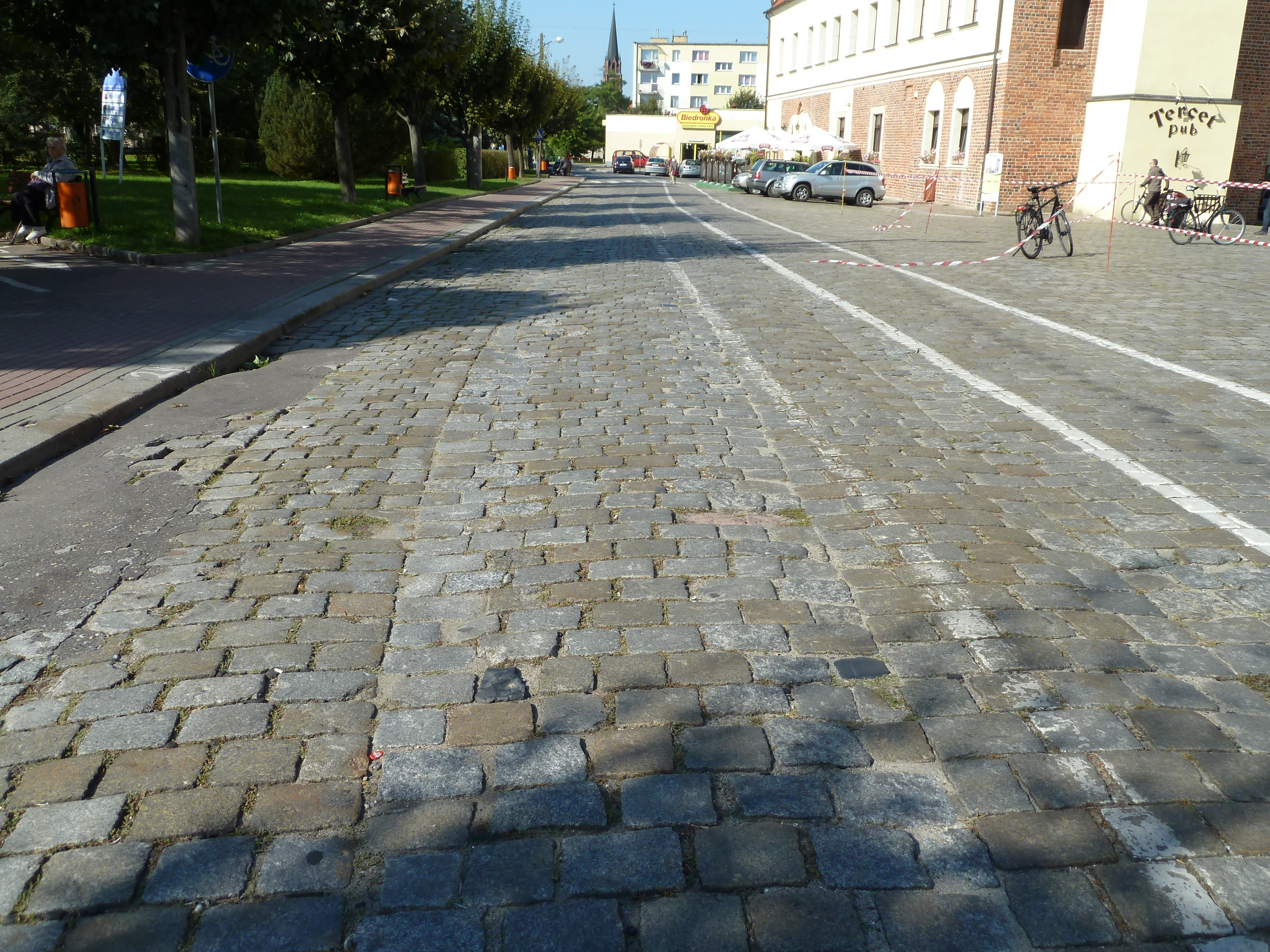
Ehemaliger Verlauf der Gleise im Pflaster an der Station Markt auf der heute polnischen Stadtseite in Gubin

Die Strecke war zweieinhalb Kilometer lang und in Meterspur angelegt. Sie begann am Staatsbahnhof und führte über die Bahnhofstraße, wo sich das dreigleisige Depot befand, zur Frankfurter Straße. Dann überquerte sie die Neiße und durchzog die engen Straßen der Altstadt bis zur Lubstbrücke, die aus technischen Gründen zunächst nicht befahren werden konnte. Insgesamt waren vier Ausweichen vorhanden, allerdings nicht an den beiden Endpunkten, da anfangs nur sechs Triebwagen vorhanden waren; doch 1905 kamen zwei Beiwagen hinzu. Die Wagen verkehrten in der Regel achtmal stündlich, in den ruhigeren Tageszeiten viermal.
Im Jahre 1913 gliederte die EAG den Straßenbahnbetrieb aus und gründete die Straßenbahn Guben GmbH, an der sich 1928 auch die Stadt Guben mit 50,37 Prozent des Kapitals beteiligte, damit ein Stadtbusverkehr aufgebaut werden konnte. Den wiederholt von der Bevölkerung vorgetragenen Wünschen nach einer Verlängerung der Bahn wollte die EAG im Jahre 1914 nachkommen. Der Kriegsbeginn und die folgende Wirtschaftskrise verhinderten dies. 1920 wurde der Betrieb für einige Tage eingestellt, eine dauerhafte Einstellung verhinderte ein Beschluss des Landgerichtes. Im November 1923 wurde der Betrieb für mehrere Monate infolge der Inflation eingestellt und erst im Juni 1924 nach einer Entscheidung des Berliner Kammergerichtes wieder aufgenommen. Die notwendige Erweiterung der Verkehrsbedienung brachte ab 15. Dezember 1927 ein Omnibusbetrieb, den die Straßenbahn Guben GmbH 1928 selbst übernahm. Die Straßenbahn bekam nach Inbetriebnahme des Omnibusverkehrs die Liniennummer 1.
Der Straßenbahn blieb in den Folgejahren nur noch ein geringer Anteil der Fahrgäste; außerdem wären nach mehr als dreißig Betriebsjahren kostspielige Erneuerungen notwendig geworden. So entschloss man sich, den Betrieb am 8. Juni 1938 einzustellen und durch Busse zu ersetzen. 1939 verkehrten 18 Omnibusse auf sechs Stadt- und Vorortlinien.